# Zelenohorská hruška
Zelenohorská hruška je památný strom u osady Zelená Hora u Kraslic v okrese Sokolov v Karlovarském kraji. Samostatně stojící hrušeň obecná (Pyrus communis) starobylého vzhledu roste v terasovité jižní stráni nad osadou v nadmořské výšce 675 m a je ve zhoršeném stavu. Spirálovitě vinutý dutý kmen má obvod 329 cm, výška proschlé koruny dosahuje 14 m (měření 2003). Větve dosahují až k zemi. Strom je chráněn od roku 2005 pro svůj věk, vzrůst a jako krajinná dominanta.

## Stromy v okolí
- Císařské duby v Kraslicích
- Klen u secesní vily
- Lípa v Krásné u Kraslic